# Appu
Appu è un film del 2002 diretto da Puri Jagannadh. Con protagonisti debuttanti Puneeth Rajkumar e Rakshita.

## Colonna sonora
1. Puneeth Rajkumar – Taliban Alla Alla
2. Udit Narayan, K. S. Chitra – Baare Baare Kalyana
3. Rajkumar – Panavidu Panavidu
4. Udit Narayan, K. S. Chitra – Ellinda Aarambhavo
5. Shankar Mahadevan – Jolly Go Jolly Go
6. Rajkumar – Aa Devara Haadidu

## Remake
Ha avuto quattro remake: Dum in lingua tamil, Idiot in telugu e Hero in bengalese, Priya Amar Priya in bengalese (bangladese).